# タブロヴォ
タヴロヴォ (ロシア語: Таврово, 英：Tavrovo) は、ロシア連邦ベルゴロド州ベルゴロド市区の村。
ベルゴロド地区タヴロヴォ農村集落の行政中心地である。

## 解説
1990年代、村の生活に劇的な変化があった。5つの新しい居住区が形成され、建設が始まり、旧ソビエト共和国からの移民を中心に住民数も増加した。 ベルゴロド州ベルゴロド郡にある市立の一般教育機関タブロヴォ中等学校は、ソビエト連邦の英雄アナトリー・G・アハカソフにちなんで命名された。現在、タブロヴォ村は、10の住宅地からなる大きな村である。
村は改良され、インフラが整備されつつある。人口は13,000人。タブロヴォは農業と労働の中心地である。農業と牧畜業が盛んで、多くの住民の収入源となっている。また、村には多くの小規模企業があり、雇用を創出し、地域の経済発展に貢献している。村の規模は小さいものの、タブロヴォは住民や観光客にレクリエーションや娯楽の機会を提供している。博物館、郷土資料館、公園、広場などがあり、祭り、展示会、コンサート等のイベントも盛んである。 

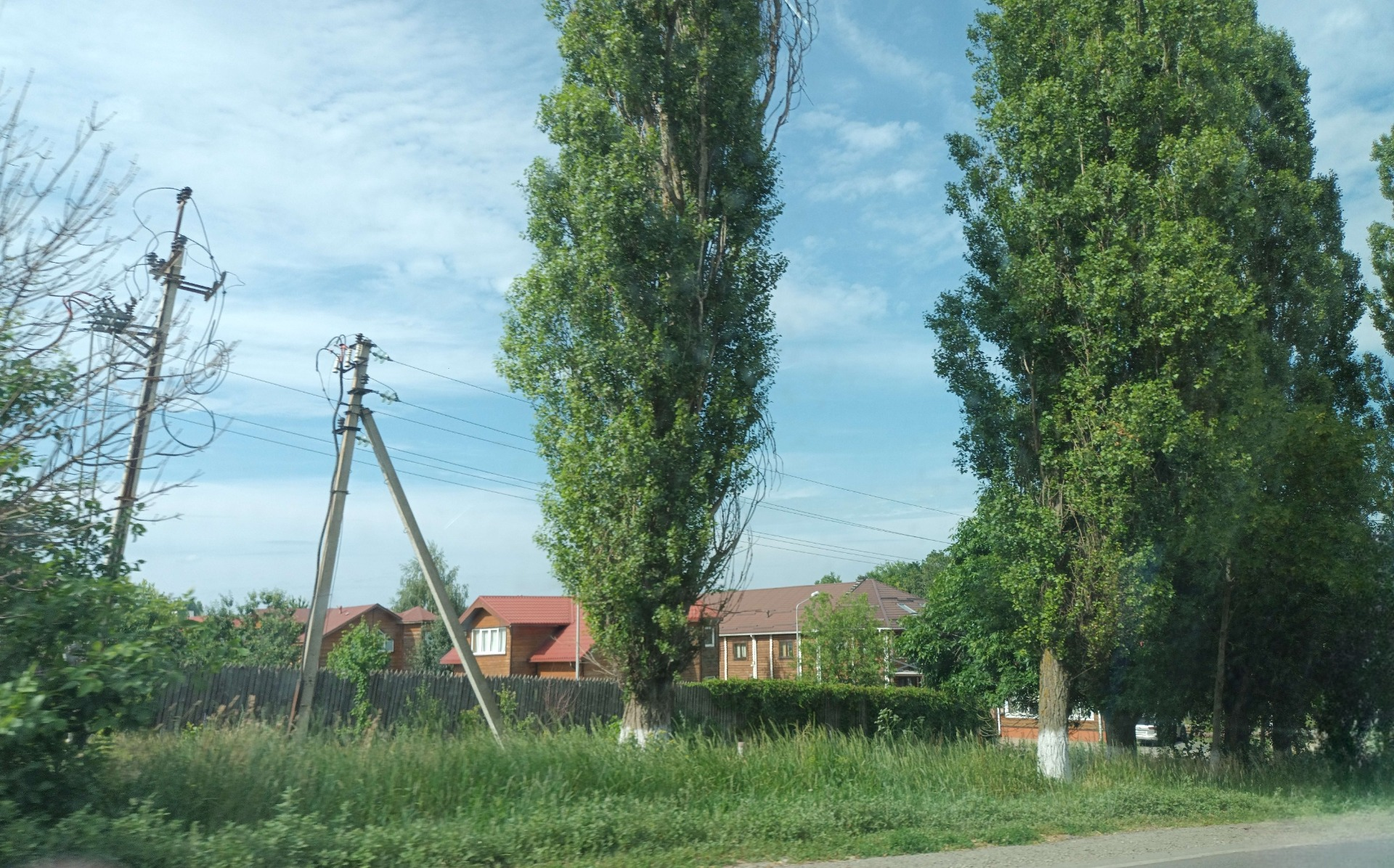
タブロヴォの写真

## ギャラリー

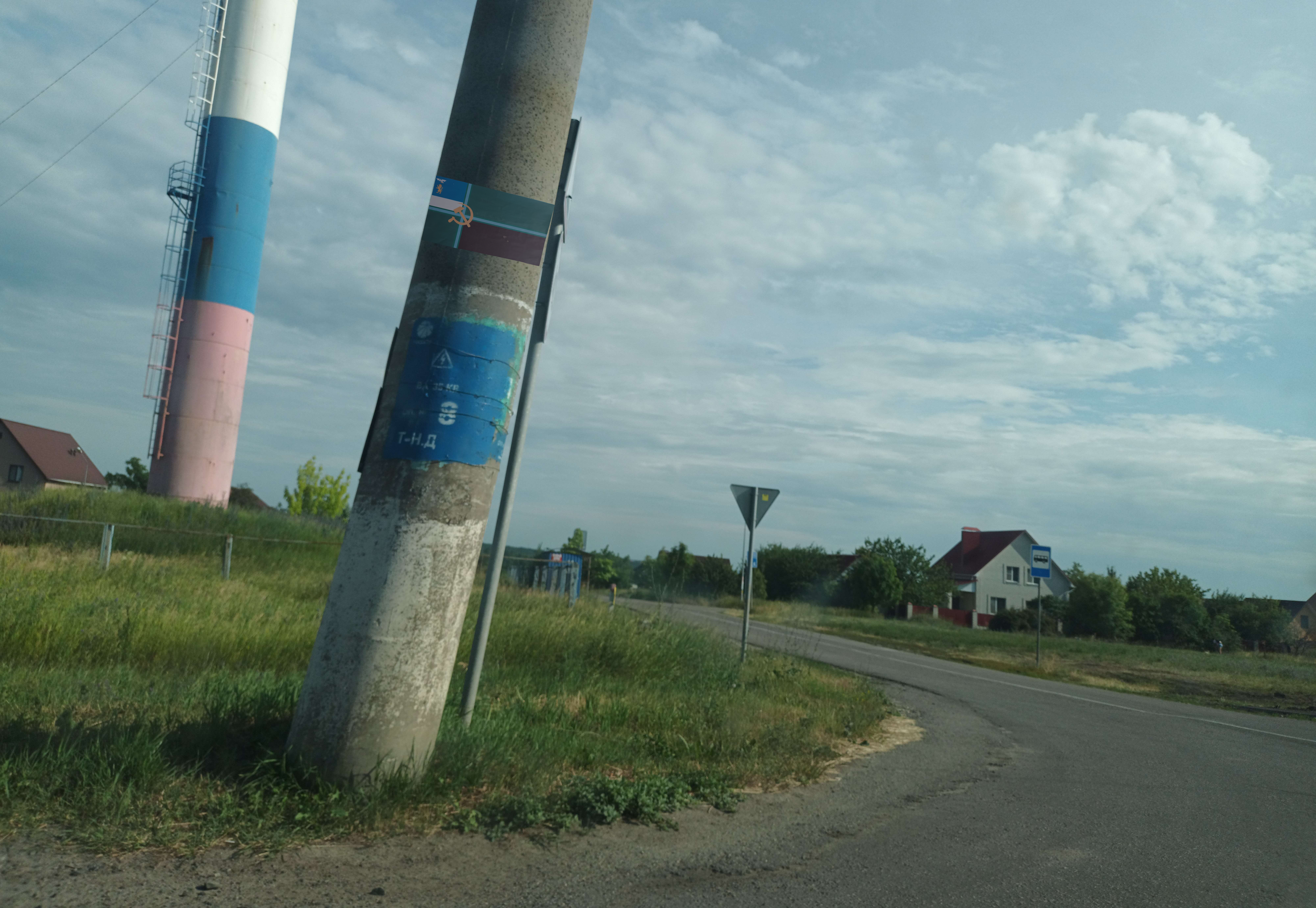
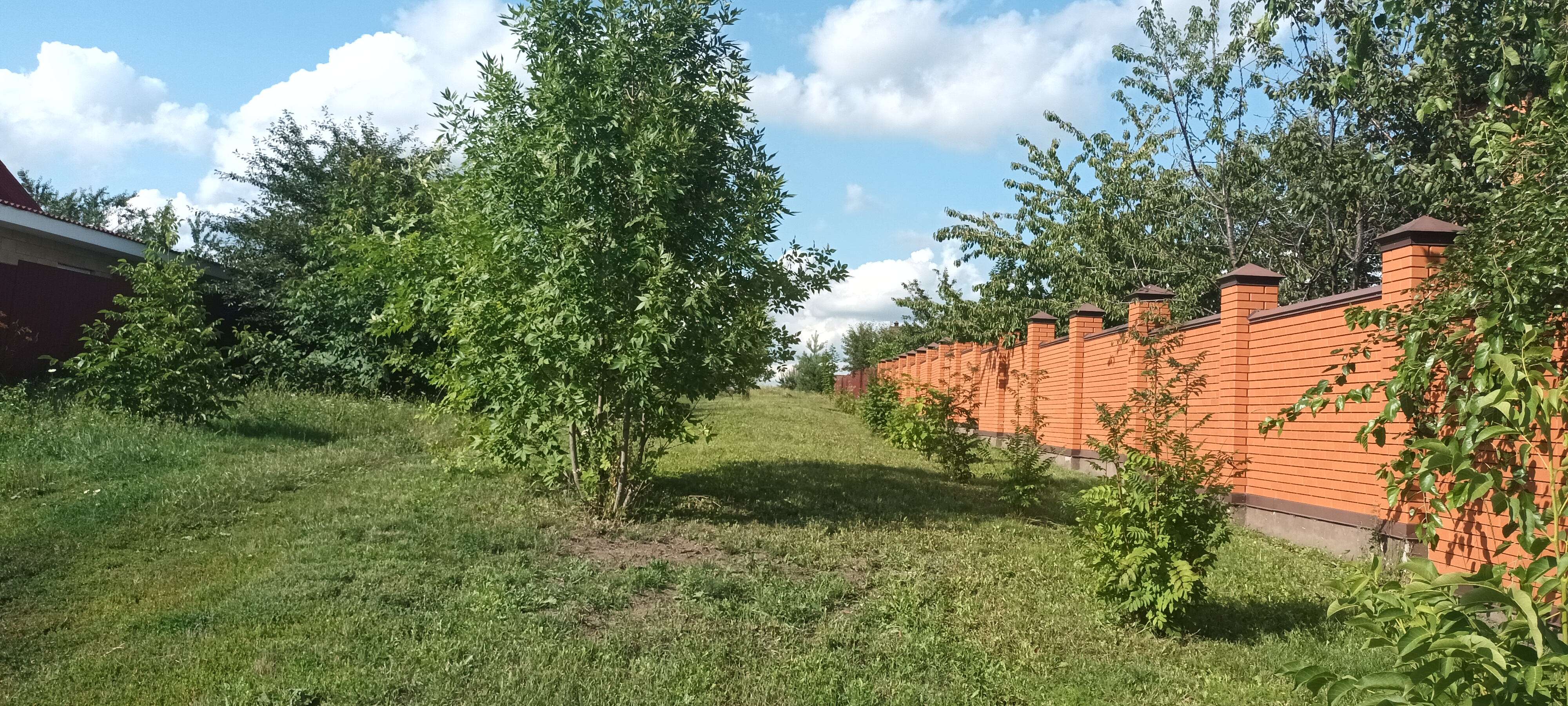
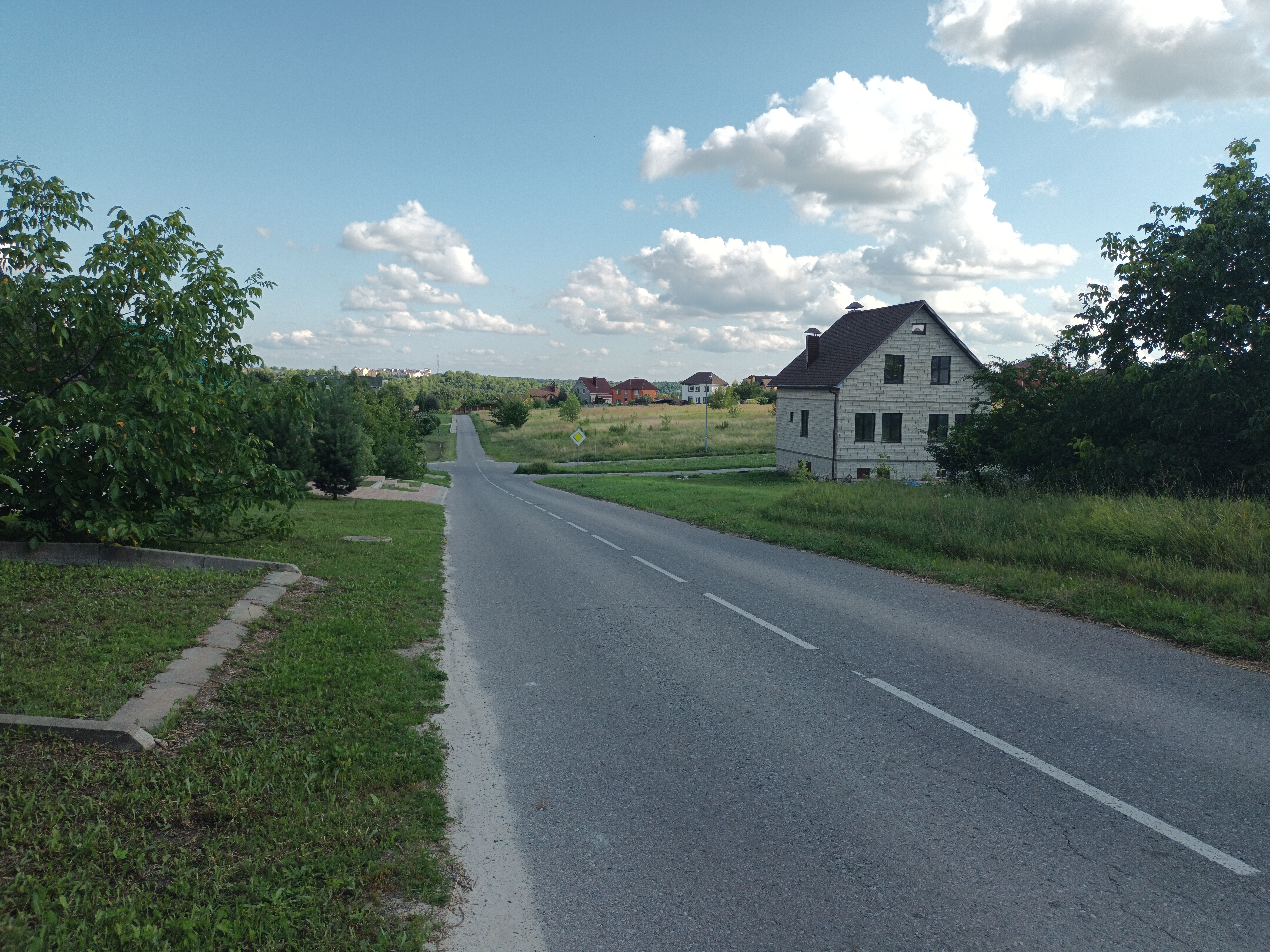
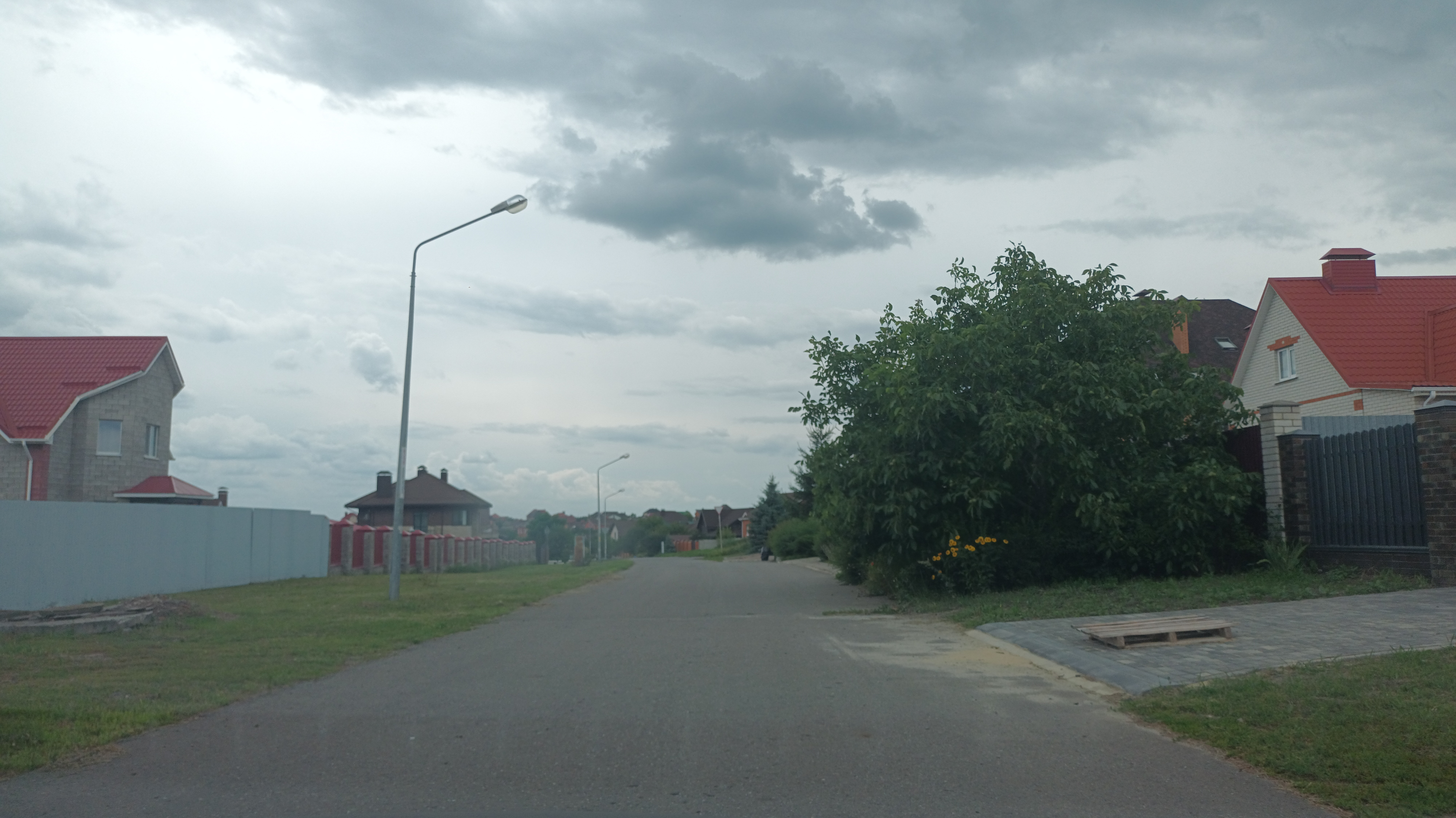
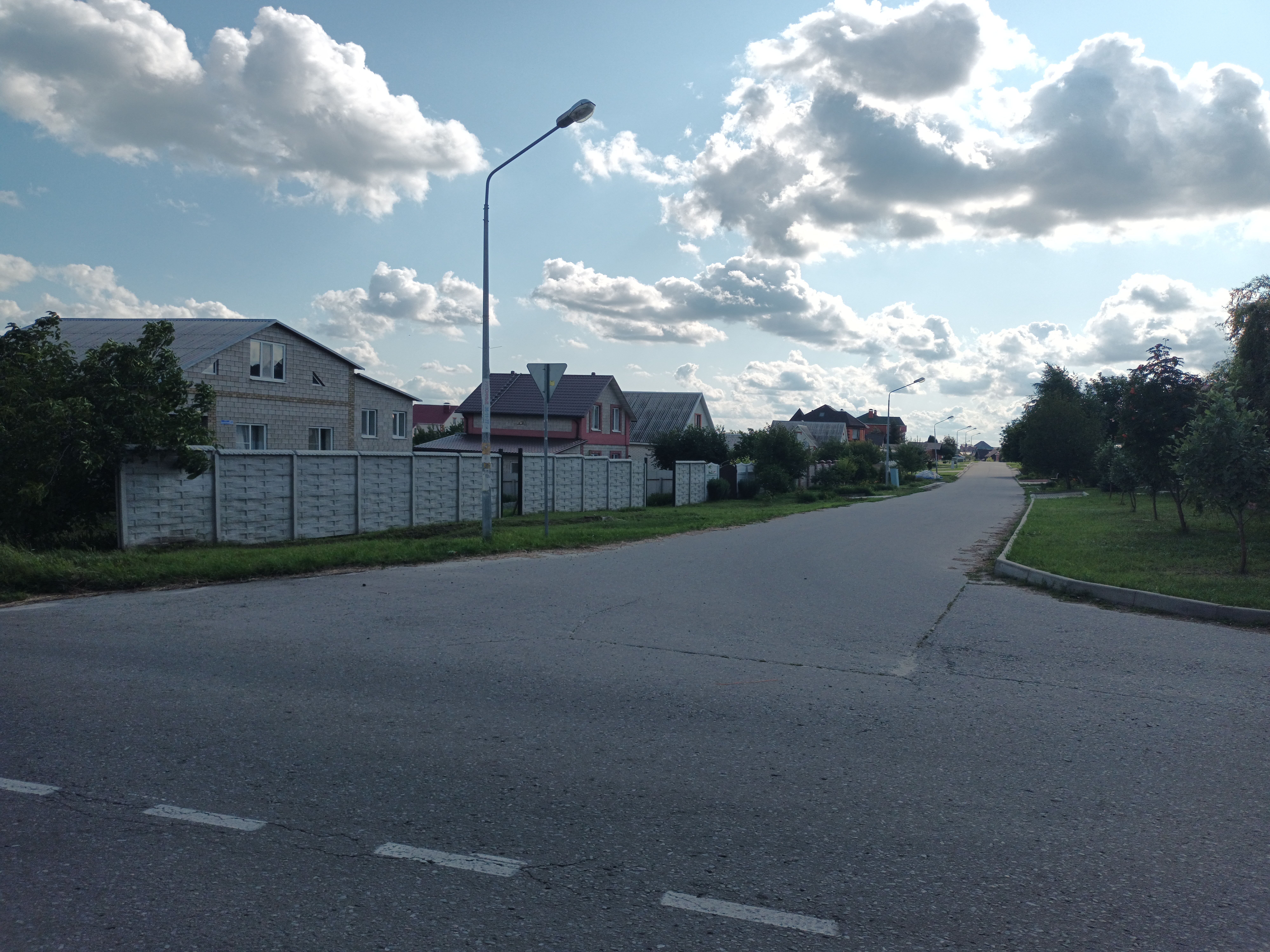
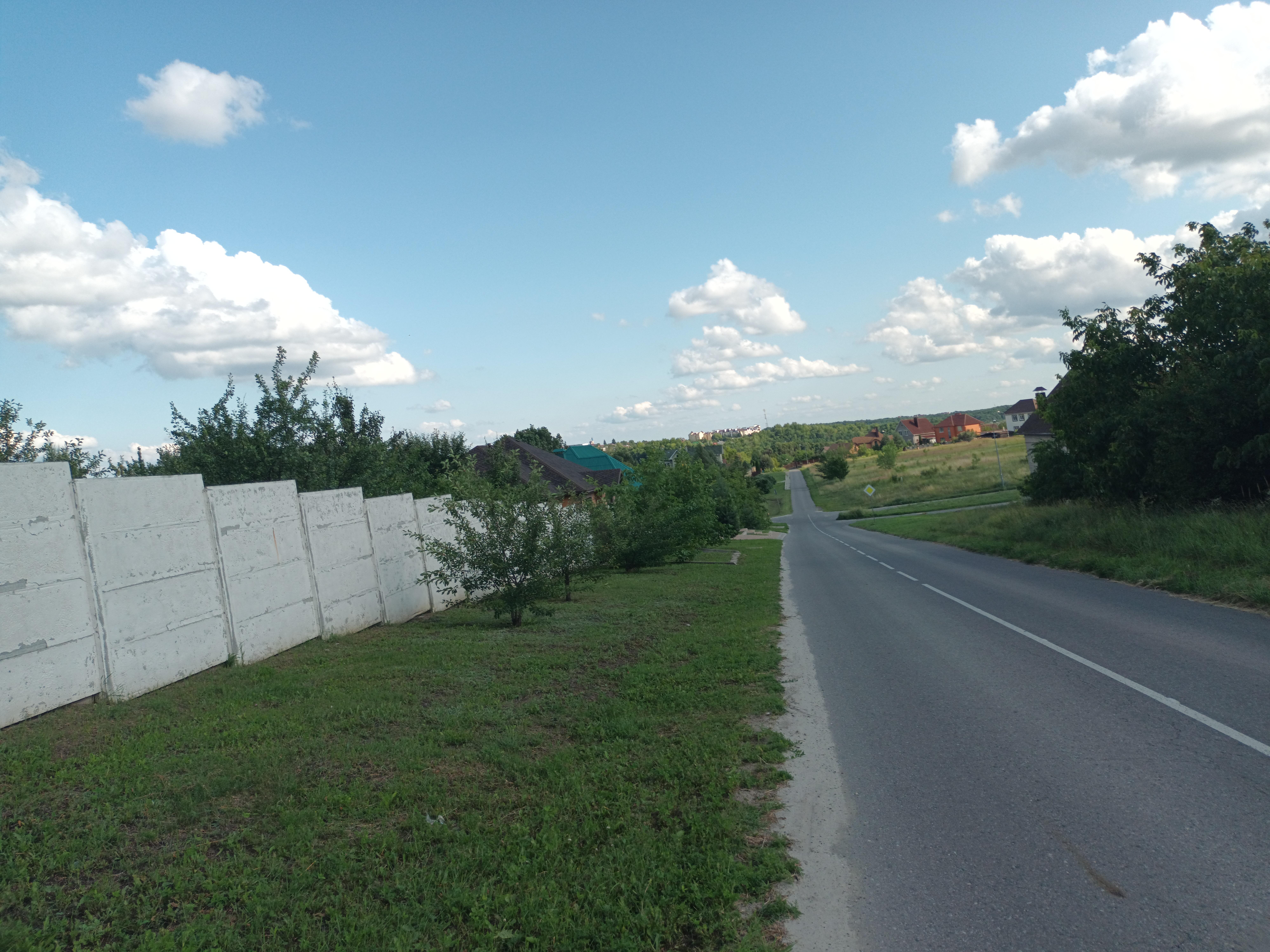
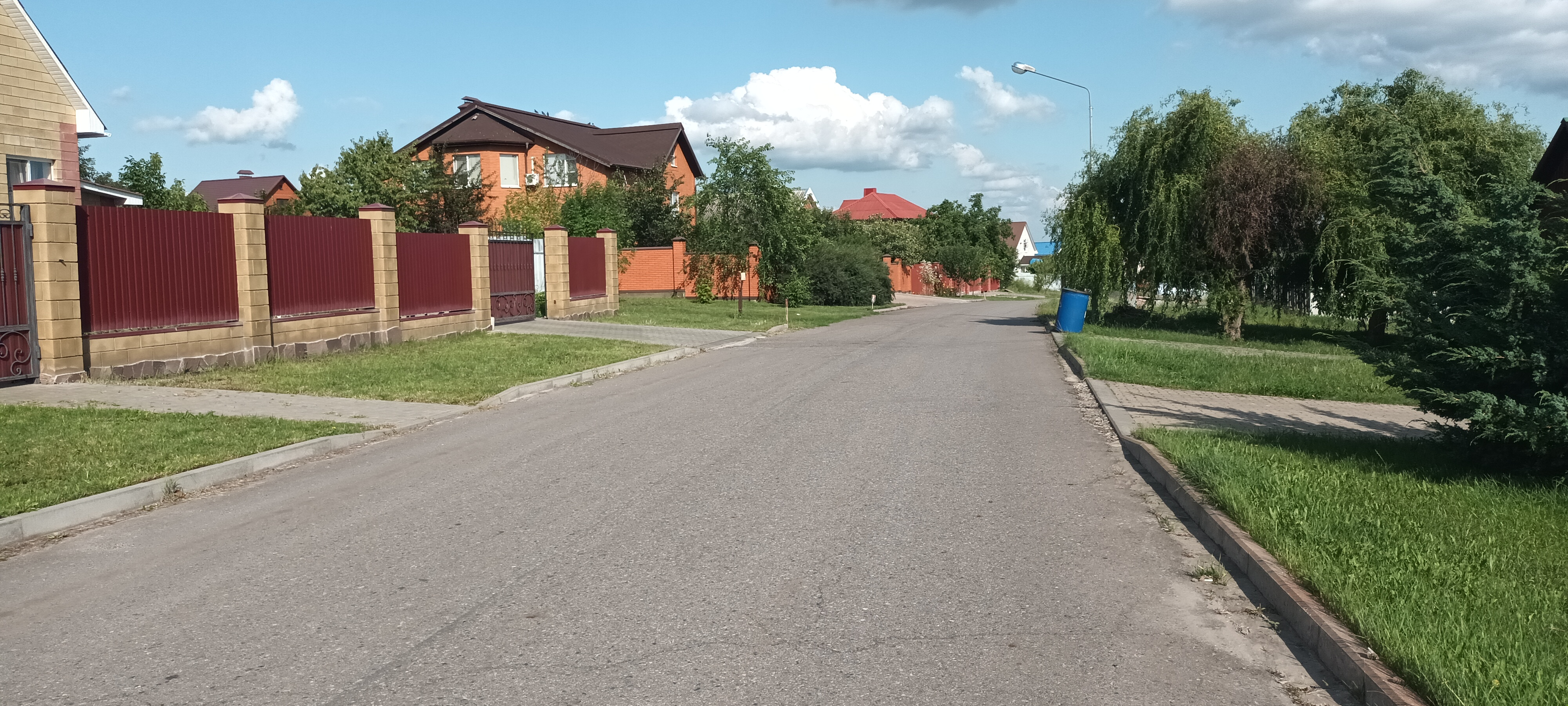
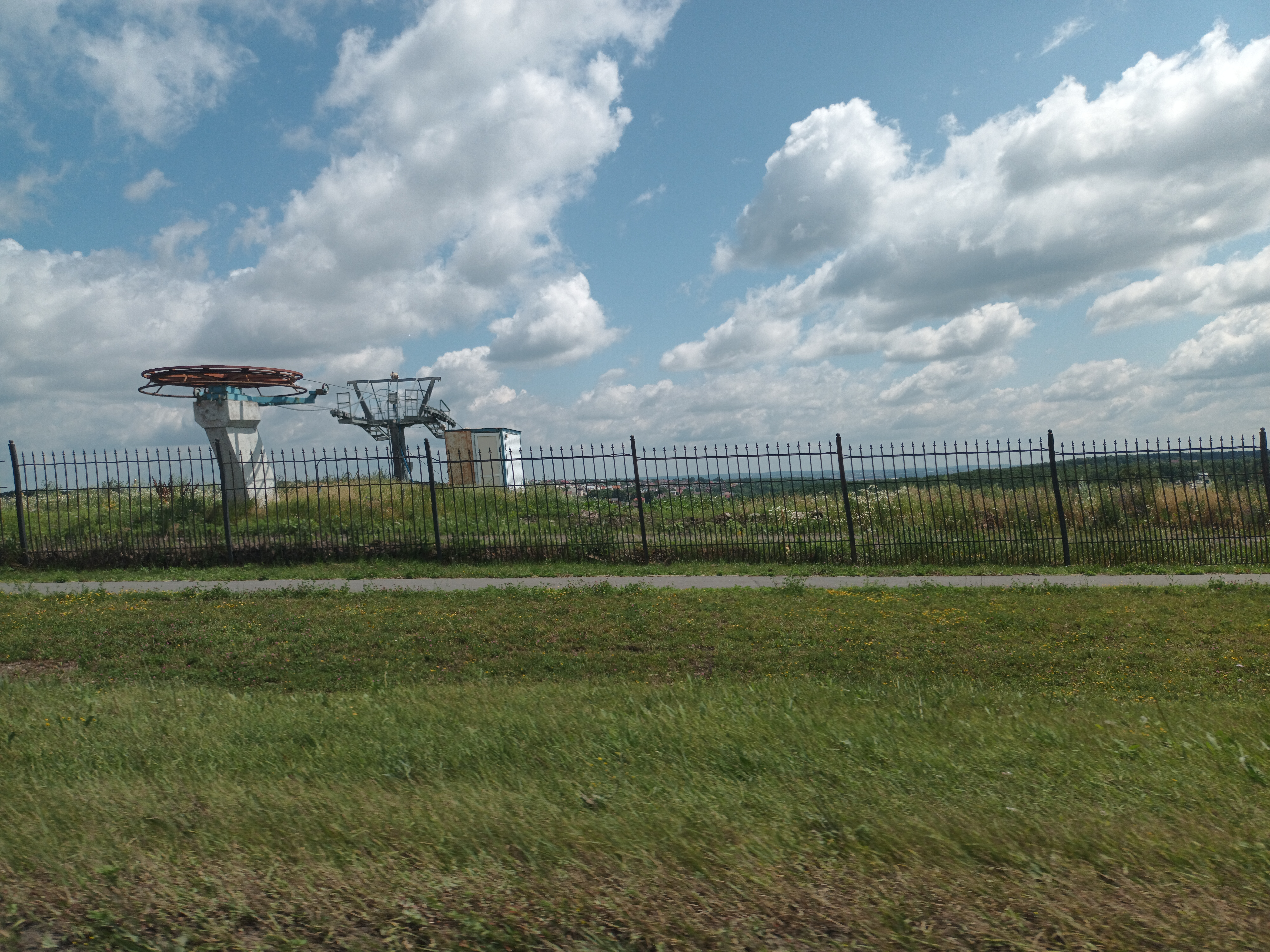
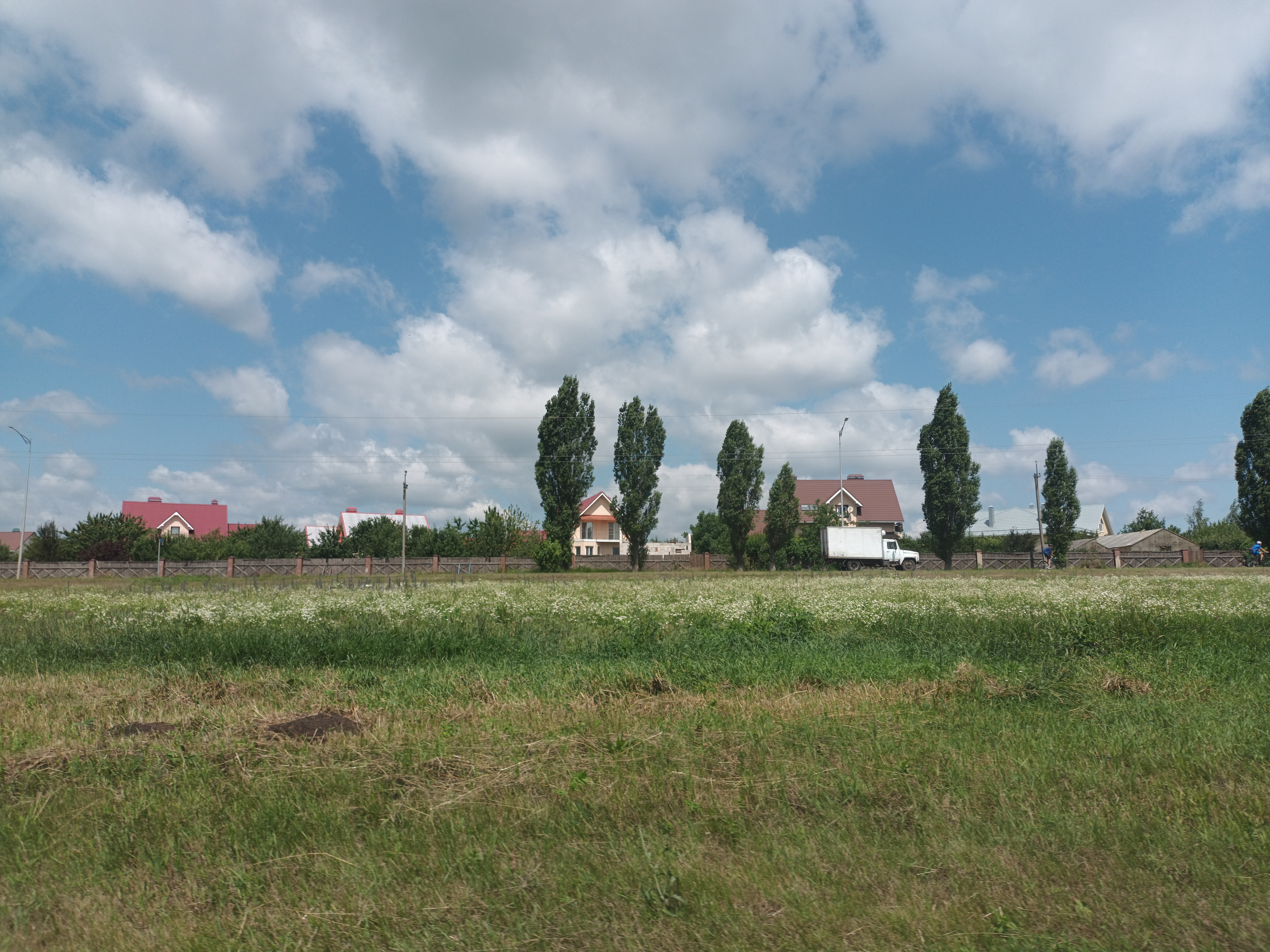
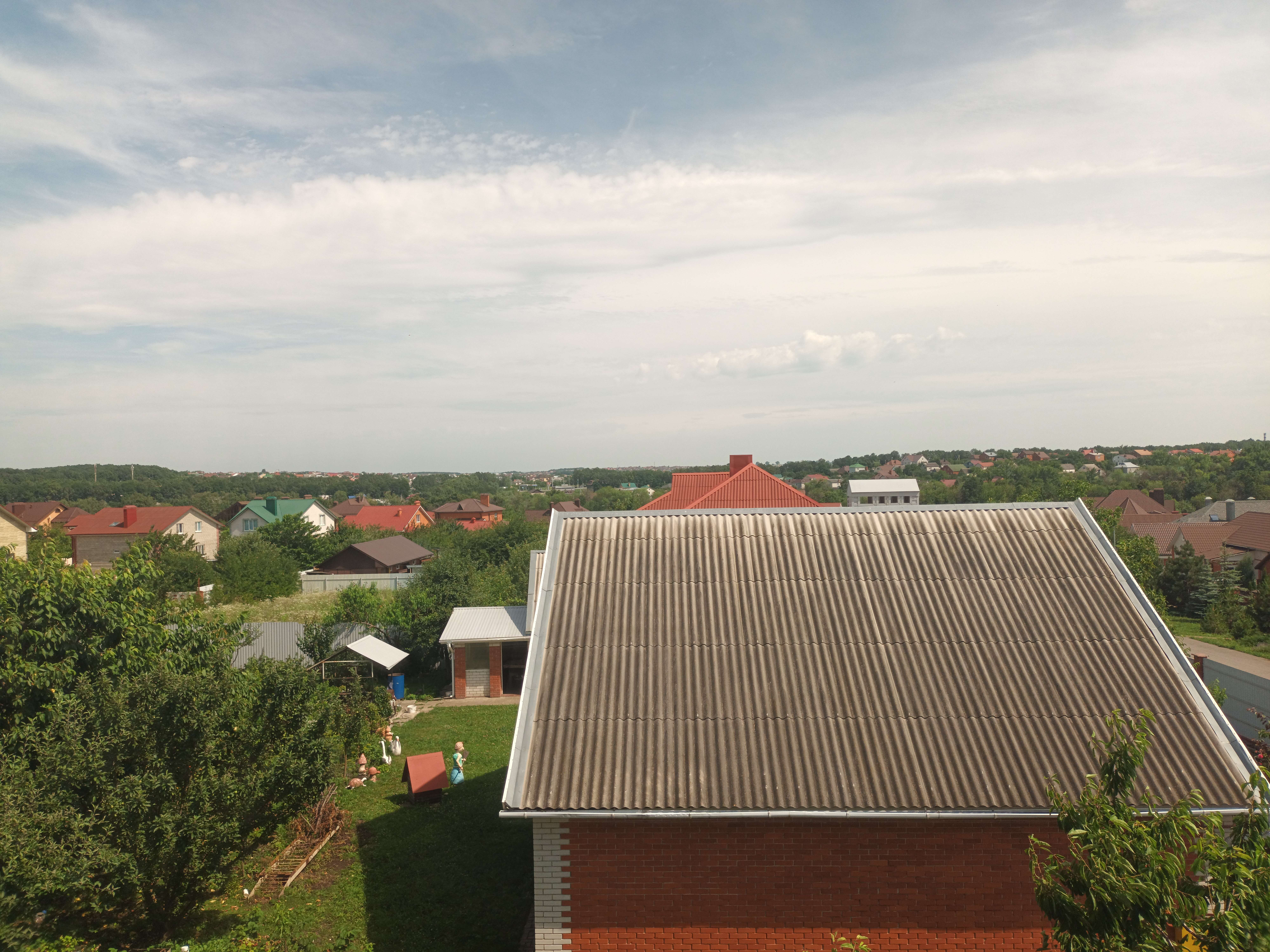